# Ada Bojana
Ada Bojana (Serbio: Ада Бојана, Isla de Bojana) es una isla situada en el municipio de Ulcinj en Montenegro.
La isla fue originada a partir del delta del Río Bojana. Se trata de una isla artificial, la leyenda dice que fue formada por arena recogida del río alrededor de un barco hundido en la desembocadura del mismo, pero lo más probable es que se haya formado a partir de un delta. Se encuentra situada en el extremo sur de Montenegro, el único río que la separa del territorio de Albania es el Bojana.
La isla es de forma triangular, está bordeada en dos de sus lados por el Río Bojana y por el Mar Adriático en su zona suroeste. Tiene una superficie de 4,9 kilómetros cuadrados.
Es un destino turístico popular ya que cuenta con 3 km de playa de arena y muchos restaurantes en los que sirven pescado capturado de forma tradicional. También posee una de las pocas playas naturistas del país. En el año 2010 fue incluida en la lista del New York Times como uno de los lugares que visitar en ese año.